# Президентские выборы в Монголии (2017)
Президентские выборы в Монголии состоялись 26 июня 2017 года (1 тур). Второй тур назначен на 7 июля 2017 года.

## Избирательная система
Президент Монголии избирается по мажоритарной избирательной системе всеобщим голосованием на 4 года не более чем на два срока. Победителем считается кандидат набравший более 50 % голосов. Если ни один из кандидатов не набрал более 50 % проводится второй тур.
По конституции кандидата на пост президента могут выдвигать только политические партии, представленные в парламенте. При этом кандидат на высший пост в государстве не может быть моложе 45 лет, должен быть коренным жителем Монголии, проживать в стране по крайне мере 5 последних лет.

## Контекст выборов
С 2011 года в Монголии идет обсуждение поправок в конституцию расширяющих полномочия премьер-министра. Действующий президент Монголии от Демократической Партии Цахиагийн Элбегдорж заявил что поддерживает поправки в Конституцию.
На парламентских выборах в 2016 году победу одержала оппозиционная Монгольская народная партия. В случае если парламенту не удастся изменить Конституцию её лидер Миеэгомбын Энхболд может стать основным кандидатом на пост Президента.
Действующий президент от Демократической партии Цахиагийн Элбэгдорж не имеет права баллотироваться, так как занимает свой пост уже второй срок.
Выдвижение кандидатов начнется в мае и завершится 17 мая 2017 года.

## Кандидаты

### Демократическая партия
О своем желании баллотироваться объявил бывший премьер-министр Монголии Норовын Алтанхуяг.
Также среди кандидатов выдвигается другой бывший премьер-министр Ринчиннямын Амаржаргал.
2 марта 2017 года о предвыборных амбициях заявили бывший мэр Улан-Батора Эрдэнийн Бат-Уул и бывший министр транспорта Монголии Халтмаагийн Баттулга. Кроме того среди кандидатов называют бывшего лидера республиканцев бизнесмена Базарсада Жаргалсайхана.
3 мая 2017 года было объявлено, что в ходе внутрипартийных выборов кандидатом на пост президента Монголии станет бывший министр транспорта Монголии Халтмаагийн Баттулга.

### Монгольская народная партия
Среди кандидатов от МНП пресса называет действующего лидера МНП Миеэгомбына Энхболда, вице-спикера Хурала Цэндийна Нямдоржа и бывшего министра иностранных дел Монголии Нямаагийна Энхболда.
Также может быть выдвинут Улзийсайханы Энхтувшин.
3 мая на съезде МНП была утверждена кандидатура Миеэгомбына Энхболда.

### Монгольская Народно-Революционная Партия
Объявлено, что она планирует выдвинуть своим кандидатом лидера партии бывшего Президента Намбарына Энхбаяра.
Однако, поскольку Энхбаяр был осужден за коррупцию и кроме того он несколько месяцев жил в Южной Корее, что противоречит монгольскому законодательству, то он не может баллотироваться.
14 мая 2017 года избирательная комиссия Монголии отказала Намбарыну Энхбаяру в регистрации из-за его судимости, которая окончится только 2 августа 2017 года. Сторонники Энхбаяра начали массовые акции протеста в его поддержку.
Затем было решено выдвинуть кандидатом профсоюзного деятеля Сайнхуугийина Ганбаатара.

## Результаты
В первом туре ни один из кандидатов не набрал 50 % +1 голоса избирателей. Поэтому 7 июля 2017 года состоялся второй тур.

Первый тур
| Кандидат                 | Количество голосов | Процент голосов |
| ------------------------ | ------------------ | --------------- |
| Миеэгомбын Энхболд       | 411 748            | 30,3 %          |
| Халтмаагийн Баттулга     | 517 478            | 38,1 %          |
| Сайнхуугийн Ганбаатар    | 409 899            | 30,19 %         |
| Недействительных голосов | 18 663             | 1,41 %          |
| Всего голосов            | 1 340 991          | 100 %           |

Второй тур
| Кандидат                 | Количество голосов | Процент голосов |
| ------------------------ | ------------------ | --------------- |
| Миеэгомбын Энхболд       | 496 593            | 41,16 %         |
| Халтмаагийн Баттулга     | 610 382            | 50,6 %          |
| Недействительных голосов | 99 425             | 8,24 %          |
| Всего голосов            | 1 206 400          | 100 %           |